# Tripolis (Libanon)
Tripolis (arabsky طرابلس‎ – Tarábulus, řecky Τρίπολις – Tripolis) je druhým největším městem a druhým největším přístavem v Libanonu. Leží zhruba 85 kilometrů na sever od hlavního města Bejrútu na východním pobřeží Středozemního moře.
Jedná se o starobylé město, jehož dějiny sahají až do 14. století před naším letopočtem. Bylo centrem Fénické říše zahrnující Týros, Sidón a Arados. Pak patřilo Novoasyrské říši, Perské říši, Římskému impériu, Byzantské říši, Chalífátu, Seldžucké říši, Křižáckým státům, Mamlúkům a Osmanské říši. Křižáci okolo něj ve dvanáctém století založili Tripolské hrabství.

## Partnerská města
- Neapol, Itálie
- Damašek, Sýrie
- Larnaka, Kypr
- Faro, Portugalsko
- Toulouse, Francie